# ممدوح جابر
ولد في حماة سنة 1928. انتسب إلى الكلية العسكرية بحمص في عام 1946، وتخرج منها في عام 1948. تدرج في مختلف الرتب العسكرية إلى أن وصل إلى رتبة لواء عام 1964. اتبع دورة أركان في مصر (على العقيدة الغربية) ودورة أركان في الاتحاد السوفييتي (على العقيدة الشرقية) .

## مناصبه
- - قائد كتيبة استطلاع في الجبهة الجنوبية الغربية.
- - قائد فوج حرس الشواطئ.
- - مدير كلية ضباط الاحتياط.
- - قائد القطاع الشمالي في الجبهة الجنوبية الغربية.
- - رئيس أركان الجبهة الجنوبية الغربية.
- - رئيس شعبة العمليات في قيادة الجيش.
- - قائد المنطقة الشمالية.
- - وزير الأشغال العامة .
- - وزير الدولة لشؤون الرئاسة .

```
أُحيل للتقاعد عام 1969 .
[
1
]
```